# Probole aesionaria
Probole aesionaria là một loài bướm đêm trong họ Geometridae.